# NGC 4864
NGC 4864 ist eine 13,6 mag helle elliptische Galaxie vom Hubble-Typ E6 im Sternbild Haar der Berenike am Nordsternhimmel. Sie ist schätzungsweise 302 Millionen Lichtjahre von der Milchstraße entfernt, hat einen Durchmesser von etwa 60.000 Lj und ist Mitglied des Coma-Galaxienhaufens.
Im selben Himmelsareal befinden sich u. a. die Galaxien NGC 4867, NGC 4871, IC 3955, IC 3968.
Das Objekt wurde am 13. April 1831 von John Herschel entdeckt.